# Bäckalund
Bäckalund är en småort i  Sunne socken i Sunne kommun, Värmlands län.
Bäckalund ligger omkring 1,5 mil nordost om Sunne tätort.

## Befolkningsutveckling
| Befolkningsutvecklingen | Befolkningsutvecklingen | Befolkningsutvecklingen | Befolkningsutvecklingen | Befolkningsutvecklingen |
| ----------------------- | ----------------------- | ----------------------- | ----------------------- | ----------------------- |
|                         |                         |                         |                         |                         |
| År                      |                         |                         | Invånare                |                         |
| 1995                    | 1995                    |                         | 72                      | 72                      |
| 2000                    | 2000                    |                         | 93                      | 93                      |
| 2005                    | 2005                    |                         | 110                     | 110                     |
| 2010                    | 2010                    |                         | 92                      | 92                      |
| 2015                    | 2015                    |                         | 94                      | 94                      |
| Källa                   |                         |                         |                         |                         |